# GP Sven Nys 2000
De eerste editie van de cyclocross GP Sven Nys op de Balenberg in Baal werd gehouden op 1 januari 2000. Sven Nys won de wedstrijd.

## Mannen elite

### Uitslag
| Plaats | Naam                | Ploeg    | Tijd     |
| ------ | ------------------- | -------- | -------- |
| 1      | Sven Nys            | Rabobank | onbekend |
| 2      | Richard Groenendaal | Rabobank | onbekend |
| 3      | Adrie van der Poel  | Rabobank | onbekend |

2000 · 
2001 · 
2002 · 
2003 · 
2004 · 
2005 · 
2006 · 
2007 · 
2008 · 
2009 · 
2010 · 
2011 · 
2012 · 
2013 ·
2014 · 
2015 · 
2016 ·
2017 ·
2018 ·
2019 ·
2020 ·
2021 ·
2022 ·
2023 ·
2024 ·
2025